# Gardiner-Gletscher
Der Gardiner-Gletscher ist ein Gletscher im westantarktischen Marie-Byrd-Land. Er fließt vom Watson Escarpment in östlicher Richtung entlang der Südflanke der Quartz Hills zum Reedy-Gletscher.
Der United States Geological Survey kartierte ihn anhand eigener Vermessungen und mithilfe von Luftaufnahmen der United States Navy aus den Jahren von 1960 bis 1964. Das Advisory Committee on Antarctic Names benannte ihn 1967 nach Richard D. Gardiner, Bauelektriker auf der Byrd-Station im Jahr 1962.